# Золотоголовая цистикола
Золотоголовая цистикола (лат. Cisticola exilis) — птица из рода цистикол. Обитает в заболоченных районах Австралии, Камбоджи, Китая, Индии, Индонезии, Лаоса, Мьянмы, Непала, Новая Гвинея, Таиланда, Вьетнама и на Филиппинах. Длина тела 9—11,5 см, масса 7—10 г. Птица питается насекомыми и семенами. Они часто используют паучьи нити для сооружения своего гнезда.

## Такономия
Впервые была описана натуралистами Николасом Вигорсом и Томасом Хорсфилдом в 1827 году и получила биномиальное название Malurus exilis. Видовое название exilis от латинского слова «маленький», «стройный» или «тонкий». Сейчас данный вид помещен в род цистикол, который был введён немецким натуралистом Иоганном Якобом Каупом в 1829 году. Он был назван tailorbird, но он не тесно связан с родом Orthotomus, содержащий 13 видов, известных как tailorbirds.
Распознаются двенадцать подвидов:
- Cisticola exilis tytleri Jerdon, 1863 — юг Непала и северо-восток Индии, север Мьянмы и юго-запад Китая
- Cisticola exilis erythrocephalus Blyth, 1851 — Индия
- Cisticola exilis equicaudatus Baker, 1924 — Восточная Мьянма, Таиланд и Индокитай
- Cisticola exilis courtoisi La Touche, 1926 — Южный и Восточный Китай
- Cisticola exilis volitans (Swinhoe, 1859) — Тайвань
- Cisticola exilis semirufus Cabanis, 1872 — Филиппины и архипелаг Сулу
- Cisticola exilis rusticus Wallace, 1863 — Сулавеси и Южные Молуккские острова
- Cisticola exilis lineocapilla Gould, 1847 — Суматра, юго-запад Борнео, Ява, Малые Зондские острова и северо-запад Австралии
- Cisticola exilis diminutus Mathews, 1922 — Новая Гвинея, острова в проливе Торрес и северо-восточная Австралия
- Cisticola exilis alexandrae Mathews, 1912 — внутренний север Австралии
- Cisticola exilis exilis (Vigors & Horsfield, 1827) — восток и юго-восток Австралии
- Cisticola exilis polionotus Mayr, 1934 — архипелаг Бисмарка